# ميلتون ك. جاربر
ميلتون ك. جاربر (بالإنجليزية: Milton C. Garber)‏ هو قاضي ومحامي وسياسي أمريكي، ولد في 30 نوفمبر 1867 في مقاطعة هومبولت في الولايات المتحدة، وتوفي في 12 سبتمبر 1948 في ألكساندريا في الولايات المتحدة. حزبياً، نشط في الحزب الجمهوري. وقد انتخب عضو مجلس النواب الأمريكي.